# Valle Staffora
La valle Staffora è una vallata lombarda formata dal torrente Staffora situata nell'Oltrepò Pavese. Rientra nel bacino idrografico del fiume Staffora anche la frazione Samboneto di Zerba, in provincia di Piacenza, e parte del territorio comunale di Pozzol Groppo in provincia di Alessandria.

## Geografia
Questa valle appenninica si incunea tra la val Curone (provincia di Alessandria) ad ovest, l'Oltrepò di Santa Maria della Versa, la val Tidone e la val Trebbia (provincia di Piacenza) ad est e la val Boreca, sempre in provincia di Piacenza, a sud. Inizia alle pendici del passo del Giovà e si estende per una prima parte impervia circondata dai monti: Penice (1460 m s.l.m.), Cima Colletta (1494 m), Lesima (1724 m), Tartago (1688 m), Chiappo (1700 m), Garavé (1549 m), monte Bogleglio (1492 m). All'altezza di Varzi attraversa una zona collinare e giunge fino alla pianura dove il torrente omonimo confluisce nel Po.

### Passi
Quattro valichi la mettono in comunicazione con la val Trebbia: il passo del Penice con la Strada statale 461 del Passo del Penice, il passo della Scaparina, il passo del Brallo e il passo del Giovà attraverso la val Boreca.
La comunicazione con la val Borbera vede un passaggio di un paio di chilometri, dopo il passo del Giovà, in provincia di Piacenza, per scendere poi attraverso le Capanne di Cosola.

### Via del sale
Attraverso la vallata transitava una delle vie del sale, battuta un tempo da colonne di muli che trasportavano sacchi di sale, percorrendo il fondo valle raggiungevano Genova risalendo il monte Bogleglio e percorrendo il crinale fino al monte Antola per scendere a Torriglia.
Oggi la via del sale, perso il suo valore commerciale, è divenuta meta di escursioni e trekking, snodandosi in un ambiente di particolare interesse naturalistico.

## Storia
In epoca feudale molti possedimenti caddero sotto il potere dei Malaspina, che ne ebbero regolare investitura nel 1164, sempre all'interno del feudo imperiale della Contea di Bobbio formatasi dal 1014. Nel 1743 passò ai Savoia sotto la Provincia di Bobbio fino all'unità d'Italia.

## Monumenti e luoghi di interesse

### Architetture
- Castello di Montesegale
- Rocca di Montalfeo
- Castello di Nazzano
- Castello di Oramala
- Castello di Pietragavina
- Castello Malaspina di Varzi
- Castello di Voghera

### Riserve naturali
- Riserva Naturale Monte Alpe
- Riserva naturale Le Torraie

## Cultura

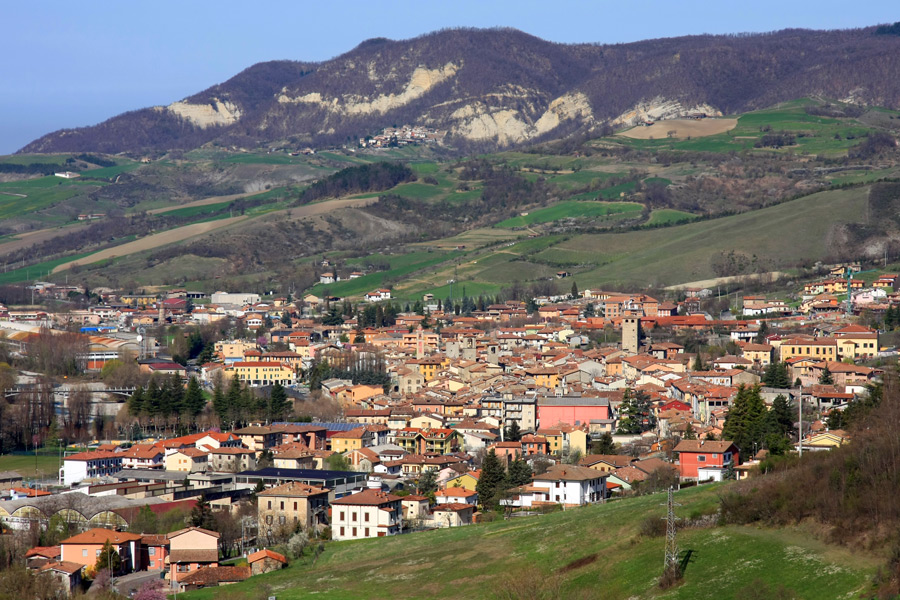
L'abitato di Varzi

La parte montana di questa valle fa parte del territorio culturalmente omogeneo delle Quattro Province, caratterizzato da usi e costumi comuni e da un repertorio di musiche e balli molto antichi. Strumento principe di questa zona è il piffero appenninico.
Molte sono le frazioni che portano avanti questa tradizione, in particolare Cegni festeggia il carnevale con un rito molto antico, il sabato grasso e il 16 agosto per il carnevale bianco ripropone la storia della povera donna coinvolgendo sia i paesani che i molti forestieri, anche stranieri, che partecipano ai festeggiamenti e ai balli.

## Economia
Principalmente a carattere agricolo, molto importante la produzione di vino, vede svilupparsi zone artigianali e industriali soprattutto nella parte pianeggiante. Nell'alta valle grazie all'ambiente incontaminato si è sviluppato il turismo, sia residenziale che di passaggio, con mete quali il monte Penice, il passo del Brallo e del Giovà, e le molte montagne.

## Suddivisione amministrativa
Amministrativamente è divisa tra i comuni di Bagnaria, Brallo di Pregola, Cecima, Cervesina, Godiasco, Menconico, Montesegale, Ponte Nizza, Pozzol Groppo, Retorbido, Rivanazzano Terme, Santa Margherita di Staffora, Val di Nizza, Varzi, Voghera e Zerba.

## Comunità montane
Fa parte della Comunità montana Oltrepò Pavese, tranne la frazione Samboneto di Zerba (PC) che fa parte della nuova Unione Montana Valli Trebbia e Luretta ed il territorio di Pozzol Groppo appartenente alla ex-Comunità montana Terre del Giarolo.